# Matsapha
Koordinaten: 26° 31′ S, 31° 19′ O

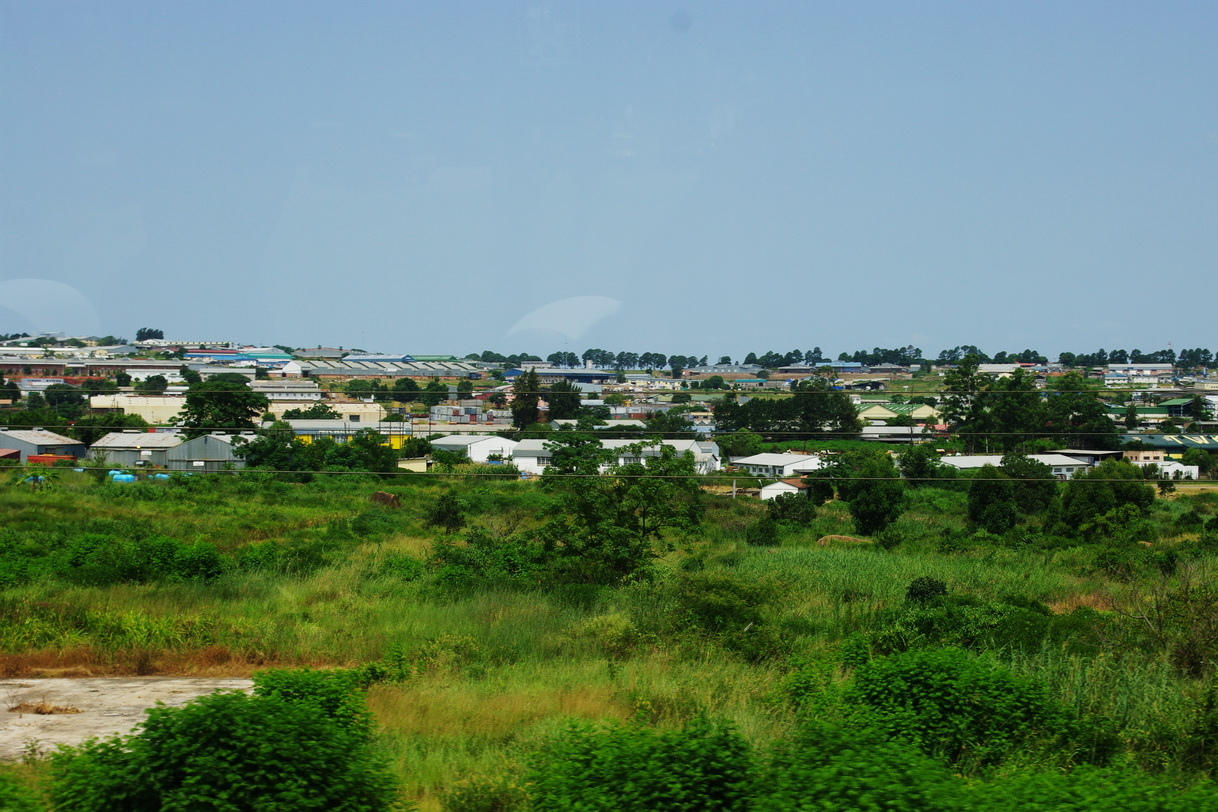
Wohn- und Gewerbegebiet Matsapha

Matsapha ist eine Stadt in Eswatini. Sie liegt in der Region Manzini. In Matsapha befindet sich das größte Gewerbegebiet des Landes. In der Stadt liegt der Flughafen Matsapha. 

## Geographie
Die Stadt liegt rund zehn Kilometer südwestlich von Manzini, der größten Stadt des Landes, im Middleveld rund 625 Meter über dem Meeresspiegel. Der Ort Kwaluseni liegt wenige Kilometer nordöstlich. Das Gebiet ist 2000 Hektar groß. Das Gebiet liegt am Lusushwana, einem Nebenfluss des Lusutfu.

## Geschichte
Das Gewerbegebiet (industrial site) Matsapha wurde 1965 gegründet. 1969 wurde das Gebiet zum Stadtgebiet (urban area) erklärt. In der Folge wurden auch Wohngebäude errichtet.

## Wirtschaft und Verkehr
Im Jahr 2000 standen auf 221 Hektar gewerblich genutzte Gebäude. Die Zahl der Arbeitnehmer betrug im selben Jahr rund 15.000. Unter anderem befinden sich hier eine Produktionsanlage von Coca-Cola, die fast ganz Afrika mit Coca-Cola-Konzentrat versorgt, sowie das Getränkeunternehmen Eswatini Beverages, das 1969 mit deutscher Hilfe als Swaziland Breweries gegründet wurde und seit 2016 zum Großunternehmen Anheuser-Busch InBev gehört.
Die Stadt liegt an der MR3, die von Ngwenya im Westen über die Hauptstadt Mbabane nach Manzini und zur Ostgrenze Eswatinis bei Simunye führt. Die MR103, die als Umleiterstrecke Richtung Mbabane führt, zweigt in Matsapha ab, die MR9 führt nahe Matsapha in das südlich gelegene Nhlangano.  
Das Industriegebiet ist Endpunkt einer Bahnstrecke, die von Eswatini Railways im Güterverkehr bedient wird (siehe auch: Schienenverkehr in Eswatini).
Der Flughafen Matsapha südlich des Gewerbegebiets war bis 2014 der internationale Flughafen des Landes.

## Bildung
In Matsapha ist das Gwamile Vocational and Commercial Training Institute ansässig.